# ابوجعفر بن حبش
ابوجعفر بن حبش (انگلیسی: Abu Ja'far ibn Habash؛ زادهٔ) اخترشناس ایرانی بود. او به احتمال زیاد پسر حبش حاسب بوده‌است. از آنجایی که پدرش پس از ۸۶۴ میلادی در سن ۱۰۰ سالگی درگذشت، می‌توان نتیجه گرفت که وی در قرن سوم هجری (قرن نهم میلادی) فعالیت داشته‌است. به گفته ابن ندیم و القفطی، وی کتابی درباره اسطرلاب به نام الاسطرلاب المسطح نوشته‌است.